# Voreioanatoliki Tinos Kai Nisides
VOREIOANATOLIKI TINOS KAI NISIDES este o arie protejată (arie de protecție specială avifaunistică — SPA) din Grecia întinsă pe o suprafață de 5.057,09 ha, integral pe uscat.

## Localizare
Centrul sitului VOREIOANATOLIKI TINOS KAI NISIDES este situat la coordonatele 37°36′25″N 25°11′58″E / 37.606978°N 25.199464°E.

## Înființare
Situl VOREIOANATOLIKI TINOS KAI NISIDES a fost declarat arie de protecție specială avifaunistică în martie 2010 pentru a proteja 19 specii de animale.

## Biodiversitate
Situată în ecoregiunea mediteraneană, aria protejată nu include niciun habitat protejat.
La baza desemnării sitului se află mai multe specii protejate de  păsări (19): ciocârlie-de-câmp (Alauda arvensis), fâsă-de-câmp (Anthus campestris), lăstunul mare (Apus apus), stârc cenușiu (Ardea cinerea), șorecarul comun (Buteo buteo), caprimulg (Caprimulgus europaeus), lăstun de casă (Delichon urbicum), egretă mică (Egretta garzetta), Emberiza caesia, Falco eleonorae, șoim călător (Falco peregrinus), piciorong (Himantopus himantopus), rândunică (Hirundo rustica), stârc de noapte (Nycticorax nycticorax), Phalacrocorax aristotelis desmarestii, corcodel mare (Podiceps cristatus), turturică (Streptopelia turtur), Tachymarptis melba, fluierar de mlaștină (Tringa glareola).
Pe lângă speciile protejate, pe teritoriul sitului au mai fost identificate 7 specii de reptile.